# Kirche Hll. Rochus und Sebastian (Blaindorf)

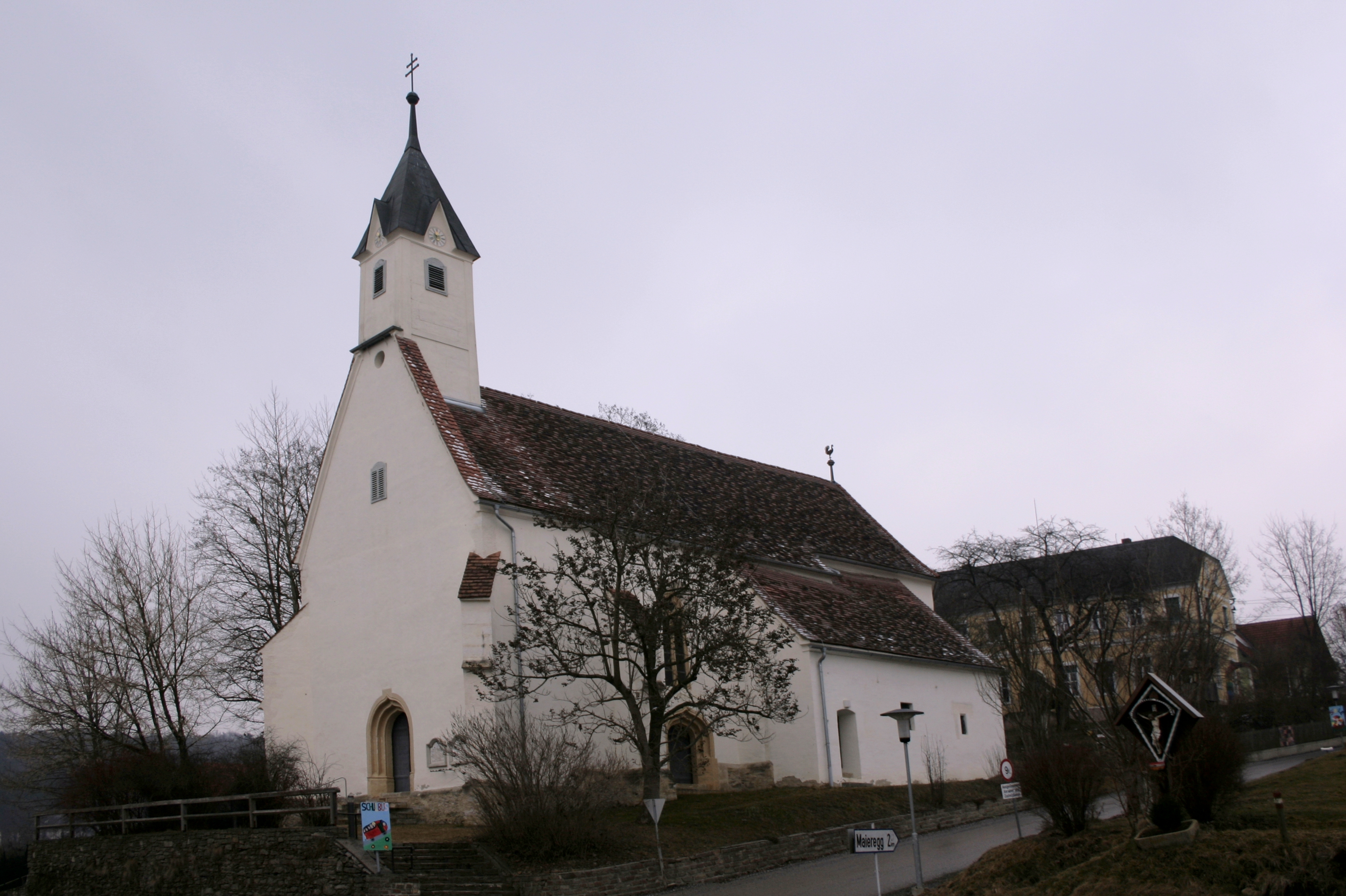
Kirche Blaindorf

Die Filialkirche Hll. Rochus und Sebastian ist die Ortskirche von Blaindorf in der Oststeiermark.

## Pfarrgeschichte
Die Kirche sollte schon 1789 geschlossen und später abgetragen werden, weil sie für die Seelsorge nicht gebraucht werde. Heute gehört sie als Filialkirche zur Pfarre Großsteinbach, Dekanat Gleisdorf.

## Baugeschichte

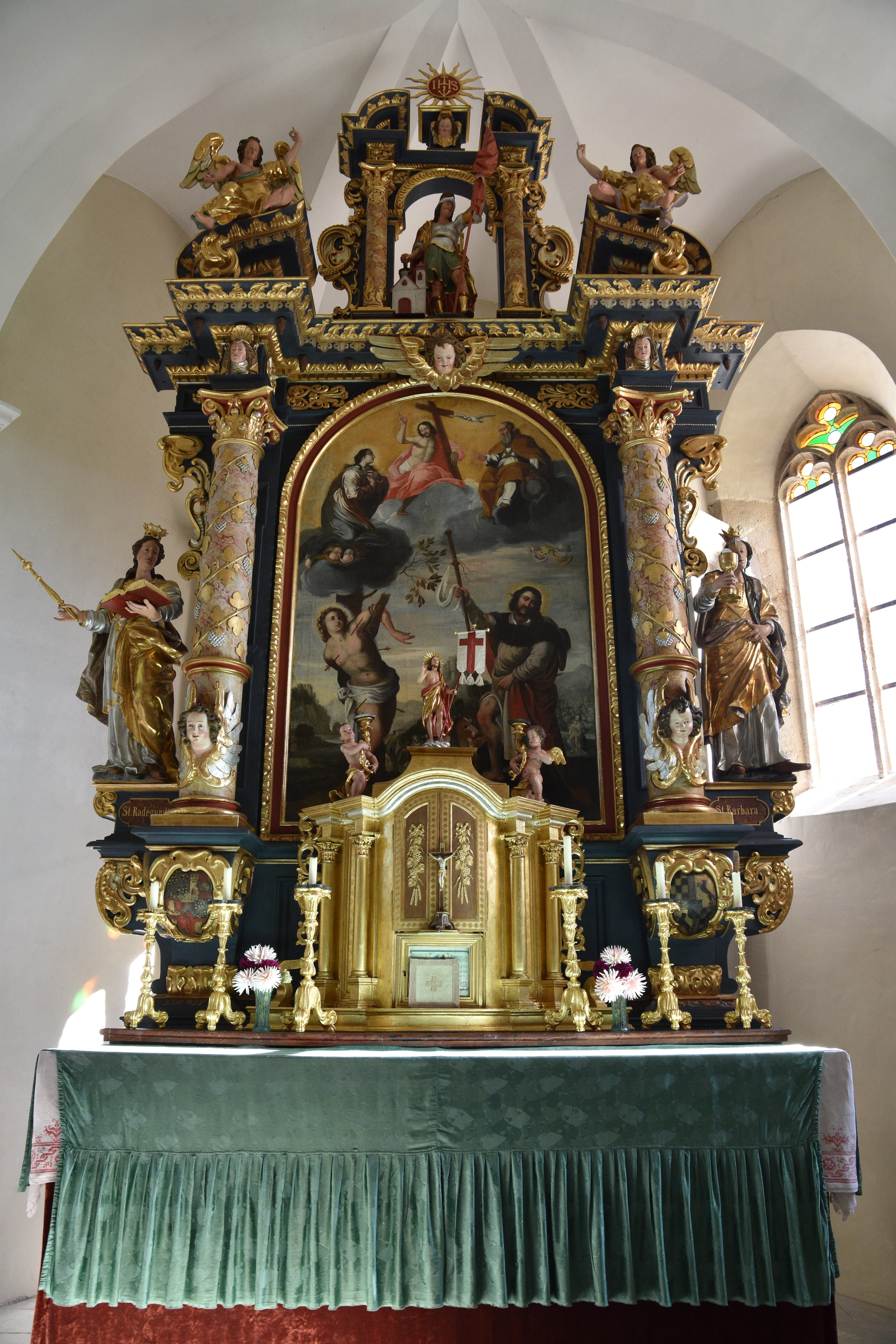
Der Hochaltar

Dir Kirche wurde am Beginn des 16. Jahrhunderts erbaut, und den Heiligen Rochus von Montpellier und Sebastian dem Märtyrer, der Nothelfer gegen die Pest, geweiht. Die Baudatierung 1508 findet sich am Haupteingang. Der Bau soll nach Volksüberlieferung ursprünglich ein Jagdschloss gewesen sein.
Die zeigt sich als schlichte spätgotische, einschiffige Hallenkirche ohne Turm, am schmucklosen Westwerk mit Giebelfront sitzt ein größerer gemauerter, im Frühhistorismus umgestalteter Glockenreiter. Der Hauptaltar wie auch die Kanzel ist im  Knorpelstil des Barocks ausgeführt, der linke Seitenaltar ist um 1695 entstanden. Das barocke Chorgestühl datiert 1644. Die hölzerne Orgelempore dürfte aus derselben Bauphase stammen. Die gegenwärtige Orgel ist ein Hochpositiv aus dem Jahre 1750. Das Kircheninnere zwischen Hochaltar und Kirchenportal weist ein relativ starkes Gefälle auf.
Die Kirche steht unter Denkmalschutz (Listeneintrag).